# Lijst van Surinaamse gerechten en lekkernijen
Hieronder volgt een (incomplete) lijst van typisch Surinaamse gerechten dranken en enkele kenmerkende ingrediënten.

## A
| Naam    | type        | toelichting          | oorsprong | afbeelding |
| ------- | ----------- | -------------------- | --------- | ---------- |
| Adjuma  | bestanddeel | peper                | -         |            |
| Amsoi   | bestanddeel | groente              | Creools   |            |
| Antruwa | bestanddeel | groente              | Creools   |            |
| Atoetoe | gerecht     | gerecht van maismeel | -         |            |

## B
| Naam        | type        | toelichting                  | oorsprong     | afbeelding |
| ----------- | ----------- | ---------------------------- | ------------- | ---------- |
| Bakabana    | bijgerecht  | gebakken banaan              | Javaans       |            |
| Bakkeljauw  | bestanddeel | stokvis                      | Europees      |            |
| Bami        | bestanddeel | mie                          | Javaans       |            |
| Bara        | bijgerecht  | deegwaren                    | Hindoestaans  |            |
| BB met R    | gerecht     | bruine bonen met rijst       | Joods-creools |            |
| Bitawiri    | bestanddeel | bitterblad                   | Creools       |            |
| Bolus       | zoetigheid  | gesuikerd broodje            | Joods         |            |
| Bojo        | zoetigheid  | zoete cassavetaart           | Joods         |            |
| Bravoe      | bijgerecht  | soep                         | -             |            |
| Brong brong | snack       | van gedroogde gebakken rijst | Javaans       |            |

## C
| Naam        | type           | toelichting                              | oorsprong       | afbeelding |
| ----------- | -------------- | ---------------------------------------- | --------------- | ---------- |
| Casavebrood | bestanddeel    | brood van cassave                        | Inheems, marron |            |
| Casavesoep  | gerecht        | soep van cassave, zoutvlees en kokosmelk | Creools         |            |
| Cashew      | noot en vrucht | Cashewnoot                               | -               |            |
| Chutney     | smaakmaker     | -                                        | Hindoestaans    |            |

## D
| Naam      | type         | toelichting                                                     | oorsprong    | afbeelding |
| --------- | ------------ | --------------------------------------------------------------- | ------------ | ---------- |
| Dagoeblad | groente      | Ipomoea aquatica, ook kangkoeng, morning glory of waterspinazie | -            |            |
| Dal       | (bij)gerecht | gemaakt van peulvruchten                                        | Hindoestaans |            |
| Dawet     | drank        | gemaakt met kokosmelk, vaak roze gekleurd                       | Javaans      |            |

## E
| Naam        | type       | toelichting | oorsprong  | afbeelding |
| ----------- | ---------- | ----------- | ---------- | ---------- |
| Eksi koekoe | zoetigheid | eiercake    | -          |            |
| Erwtensoep  | bijgerecht | soep        | Nederlands |            |

## F
| Naam      | type        | toelichting            | oorsprong | afbeelding |
| --------- | ----------- | ---------------------- | --------- | ---------- |
| Fa tsjong | bestanddeel | worst van varkensvlees | Chinees   |            |

## G
| Naam          | type        | toelichting                        | oorsprong    | afbeelding |
| ------------- | ----------- | ---------------------------------- | ------------ | ---------- |
| Gritibanasoep | gerecht     | soep                               | Joods        |            |
| Gula jawa     | bestanddeel | palmsuiker                         | Javaans      |            |
| Gulab jamun   | zoetigheid  | een zoetigheid van ingekookte melk | Hindoestaans |            |
| Guleh         | gerecht     | soep                               | Javaans      |            |

| Naam                     | type    | toelichting                                     | oorsprong      | afbeelding |
| ------------------------ | ------- | ----------------------------------------------- | -------------- | ---------- |
| Herheri                  | gerecht | eenpansgerecht van aardvruchten en gezouten vis | Afro-Surinaams |            |
| Surinaamse huzarensalade | gerecht | salade                                          | Europees       |            |

## K
| Naam                         | type        | toelichting          | oorsprong | afbeelding |
| ---------------------------- | ----------- | -------------------- | --------- | ---------- |
| Kasiri, kasripo of cassareep | drank       | cassave, alcoholisch | Inheems   |            |
| Surinaams kerstbrood         | brood       | stol                 | Europees  |            |
| Klaroen                      | bestanddeel | groente              | -         |            |
| Kousenband                   | bestanddeel | groente              | -         |            |
| Kwikwi                       | bestanddeel | vis                  | -         |            |

## L
| Naam     | type        | toelichting       | oorsprong | afbeelding |
| -------- | ----------- | ----------------- | --------- | ---------- |
| Lemmetje | bijgerecht  | ingemaakte vrucht | -         |            |
| Lontong  | bestanddeel | rijstcakes        | Javaans   |            |

## M
| Naam            | type        | toelichting                                                     | oorsprong | afbeelding |
| --------------- | ----------- | --------------------------------------------------------------- | --------- | ---------- |
| Madame Jeanette | bestanddeel | peper                                                           | -         |            |
| Maizenakoekjes  | zoetigheid  | maiszetmeel                                                     | -         |            |
| Markoesa        | bestanddeel | passiflora laurifolia, verschillende soorten passievruchten     | -         |            |
| Grote Markoesa  | bestanddeel | passiflora quadrangularis, verschillende soorten passievruchten | -         |            |
| Moksi alesi     | gerecht     | geel-gekleurde vorm van nasi                                    | Creools   |            |
| Moksi meti      | gerecht     | verschillende soorten vlees                                     | -         |            |

## N
| Naam        | type        | toelichting    | oorsprong | afbeelding |
| ----------- | ----------- | -------------- | --------- | ---------- |
| Nasi        | bestanddeel | rijst          | Javaans   |            |
| Nasi goreng | gerecht     | gebakken rijst | Javaans   |            |
| Nasi rames  | gerecht     | fusion gerecht | Bandoeng  |            |

## O
| Naam     | type        | toelichting           | oorsprong | afbeelding |
| -------- | ----------- | --------------------- | --------- | ---------- |
| Okersoep | bijgerecht  | soep van de okraplant | Creools   |            |
| Orgeade  | bestanddeel | siroop                | Joods     |            |

## P
| Naam                  | type        | toelichting                                                                  | oorsprong    | afbeelding |
| --------------------- | ----------- | ---------------------------------------------------------------------------- | ------------ | ---------- |
| Pastei                | bijgerecht  | deegwaren                                                                    | Europees     |            |
| Gele pesi of wandoe   | bestanddeel | spliterwt                                                                    | -            |            |
| Pejeh                 | snack       | ook peje, rempeyek of peyek; gefrituurde rijstchips met pinda en/of garnalen | Javaans      |            |
| Pepre watra           | gerecht     | vissoep van kwikwi                                                           | Inheems      |            |
| Phulauri of pholourie | bestanddeel | gele spliterwtballetjes                                                      | Hindoestaans |            |
| Pindarijst            | gerecht     | rijst gegaard met kokosmelk en pindakaas                                     | Marrons      |            |
| Pindasoep             | bijgerecht  | soep van pinda's                                                             | Javaans      |            |
| Pitjil of petjel      | bestanddeel | pindasaus                                                                    | Javaans      |            |
| Pom                   | gerecht     | ovenschotel                                                                  | Joods        |            |
| Puntbroodje of puntje | brood       | een puntje is een witte pistolet met diverse beleg o.a. pom, bakkeljauw etc. | Europa       |            |

## R
| Naam                     | type    | toelichting                               | oorsprong    | afbeelding |
| ------------------------ | ------- | ----------------------------------------- | ------------ | ---------- |
| Roti                     | gerecht | platbrood met masala van vlees en groente | Hindoestaans |            |
| Rum                      | drank   | gemaakt van suikerriet                    | -            |            |
| Palmrum of Mariënburgrum | drank   | 93% alcohol                               | -            |            |

## S
| Naam       | type        | toelichting                                   | oorsprong    | afbeelding |
| ---------- | ----------- | --------------------------------------------- | ------------ | ---------- |
| Sambal     | smaakmaker  | pepersaus                                     | Javaans      |            |
| Samosa     | lekkernij   | -                                             | Hindoestaans |            |
| Schaafijs  | drank       | ijsdrankje                                    | Javaans      |            |
| Slim       | gerecht     | gestoofde groenten met vis                    | -            |            |
| Sopropo    | bestanddeel | momordica charantia, ook bittermeloen of paré | -            |            |
| Saoto      | gerecht     | soep                                          | Javaans      |            |
| Struisbol  | brood       | verwant aan Duitse Streuselkuchen             | Europa       |            |
| Switi boni | bestanddeel | groente                                       | -            |            |

## T
| Naam            | type        | toelichting                                                                         | oorsprong | afbeelding |
| --------------- | ----------- | ----------------------------------------------------------------------------------- | --------- | ---------- |
| Tahoe           | bestanddeel | tofoe, op basis van                                                                 | Chinees   |            |
| Tamarindestroop | bestanddeel | stroop van tamarindevrucht                                                          | -         |            |
| Tayerblad       | bestanddeel | xanthosoma brasiliense, ook tayerblad, tajawiri, Surinaamse spinazie of olifantsoor | Inheems   |            |
| Telo            | bijgerecht  | gefrituurde cassave                                                                 | Javaans   |            |
| Tjauw min       | gerecht     | geroerbakte noedels                                                                 | Chinees   |            |
| Trassi          | smaakmaker  | garnalenpasta                                                                       | Chinees   |            |

## Y
| Naam | type | toelichting | oorsprong | afbeelding |
| ---- | ---- | ----------- | --------- | ---------- |
| Yum  | -    | -           | -         |            |

## Z
| Naam                 | type        | toelichting | oorsprong | afbeelding |
| -------------------- | ----------- | ----------- | --------- | ---------- |
| Zoetzure varkenspoot | gerecht     | -           | Chinees   |            |
| Zoutvlees            | bestanddeel | vlees       | Joods     |            |
| Zuurzak              | bestanddeel | vrucht      | -         |            |